# Tanagura Challenger 1996
Il Tanagura Challenger 1996 è stato un torneo di tennis facente parte della categoria ATP Challenger Series nell'ambito dell'ATP Challenger Series 1996. Il torneo si è giocato a Tanagura in Giappone dal 14 al 20 ottobre 1996 su campi in cemento.

## Vincitori

### Singolare
Patrik Fredriksson ha battuto in finale  Albert Chang con il punteggio di 6–1, 5–7, 6–4

### Doppio
Brian MacPhie /  Roger Smith hanno battuto in finale  Maks Mirny /  Jaime Oncins con il punteggio di 6–4, 6–4